# Szovjet női labdarúgó-válogatott
A szovjet női labdarúgó-válogatott a Szovjetunió válogatottja volt, amely az ország felbomlása után megszűnt létezni. A FIFA a FÁK női labdarúgó-válogatottat, majd a későbbi orosz női labdarúgó-válogatottat a szovjet csapat egyenes jogutódjának tekinti.

## Története
A szovjet női csapat 1990 és 1991 között 20 hónapig létezett. Szövetségi kapitánya Igor Lapsin volt. Az 1991-es világbajnokság selejtezőin nem indult. Az olimpiai játékokon nem vett részt, mert a női labdarúgás csak 1996 óta szerepel a műsoron. Egyedül az 1991-es Európa-bajnokságra nevezett és története utolsó mérkőzését a magyar csapattal játszotta Moszkvában.

## Nemzetközi eredmények

### Világbajnoki szereplés
| Év       | Helyszín | Eredmény   | Hely | M | Gy | D | V | Rg | Kg | Gk | P |
| -------- | -------- | ---------- | ---- | - | -- | - | - | -- | -- | -- | - |
| 1991     | Kína     | nem indult | –    | – | –  | – | – | –  | –  | –  | – |
| Összesen | Összesen | 0 / 1      |      | – | –  | – | – | –  | –  | –  | – |

### Európa-bajnoki szereplés
| Év       | Helyszín | Eredmény      | Hely | M | Gy | D | V | Rg | Kg | Gk | P |
| -------- | -------- | ------------- | ---- | - | -- | - | - | -- | -- | -- | - |
| 1984     | –        | nem indult    | –    | – | –  | – | – | –  | –  | –  | – |
| 1987     | Norvégia | nem indult    | –    | – | –  | – | – | –  | –  | –  | – |
| 1989     | NSZK     | nem indult    | –    | – | –  | – | – | –  | –  | –  | – |
| 1991     | Dánia    | nem jutott be | –    | – | –  | – | – | –  | –  | –  | – |
| Összesen | Összesen | 0 / 3         | –    | – | –  | – | – | –  | –  | –  | – |

## Lásd még
- Szovjet labdarúgó-válogatott